# Confraternita dei mutanti malvagi
La Confraternita dei mutanti malvagi (Brotherhood of Evil Mutants) è un gruppo di personaggi dei fumetti, creato da Stan Lee (trama e sceneggiatura) e Jack Kirby (trama e disegni) nel 1964, pubblicato della Marvel Comics. Sono supercriminali devoti all'ideale del predominio dell'Homo Superior sui normali esseri umani, avversari degli X-Men, che appaiono la prima volta su X-Men (prima serie) n. 4 (marzo 1964).
L'ideologia del gruppo così come la sua composizione è variata negli anni arrivando dalla dominazione del mondo ad atti terroristici contro figure-chiave nella lotta contro il razzismo verso i mutanti. Visti come i principali oppositori degli X-Men sia per ideali che come mezzi per raggiungerli (non disdegnano l'omicidio qualora sia necessario), i due gruppi sono spesso stati alleati per fronteggiare minacce comuni. Sono conosciuti anche come la Confraternita oppure come la Confraternita dei mutanti.
La Confraternita originale fu fondata da Magneto nei lontani anni sessanta, anche se al giorno d'oggi la maggior parte dei membri sono morti o dispersi per il globo. Negli anni ottanta, una nuova Confraternita vide la luce ad opera di Mystica, mentre negli anni novanta venne rifondata e guidata da Toad.

## Storia del gruppo

### Confraternita di Magneto
Sopravvissuto all'olocausto nazista, Magneto decise di creare un team di mutanti per riuscire nell'impresa di dominare il mondo insieme a Quicksilver, capace di correre ad elevate velocità, Scarlet, capace di mutare i campi probabilistici, Toad, eccellente saltatore e Mastermind, capace di creare illusioni realistiche in grado di ingannare tutti e cinque i sensi. Quicksilver e Scarlet, oltre ad essere gemelli erano anche figli dello stesso Magneto e che dopo diversi scontri con gli X-Men, decisero di abbandonare la Confraternita e di unirsi ai Vendicatori. Dopo il fallimento della prima, Magneto ricreò altre tre volte il gruppo includendo soggetti come Blob e Unus l'intoccabile e rinominandolo prima Mutant Force e poi Resistenza.

### Mystica: primo tentativo
La terrorista mutante Mystica organizzò più tardi la propria Confraternita associandosi ad elementi quali il pirocineta Pyro, Blob, Valanga, la veggente cieca Destiny; il gruppo tentò di uccidere il senatore Kelly durante un attentato, che, se portato a termine con successo avrebbe fatto sì che il mondo si trasformasse e diventasse la realtà distopica descritta in Giorni di un futuro passato, tuttavia il supergruppo di mutanti riuscì a sconfiggere la confraternita prima che questa portasse a termine l'attentato. Il gruppo contò tra le sue file per un breve periodo la X-Men Rogue. Questa formazione divenne col tempo il nucleo del team governativo Freedom Force, prima conosciuto come X-Factor. All'interno di Freedom Force, Mystica aggiunse nuovi elementi come Spirale e Donna Ragno. Il gruppo, dopo essersi alleato varie volte sia con i Vendicatori che con gli X-Men, venne infine sciolto dopo la morte di Destiny, l'abbandono di Blob e Pyro in Iraq e la presunta scomparsa di Mystica.

### Confraternita di Toad
Più tardi fu Toad a ricostruire la propria Confraternita, includendo Blob, Pyro, Phantazia, capace di distruggere macchine e superpoteri, e l'umanoide vampiro Sauron, con il solo scopo di arrecare distruzione ai team di X-Men. Tuttavia fu infine sconfitta dall'alleanza fra X-Force, X-Factor, Uomo Ragno, Sleepwalker e Darkhawk.

### Confraternita di Bestia Nera
Havok fu leader della breve Confraternita, che si creò a seguito del suo crollo nervoso, assieme a Bestia Nera, Fatale, Aurora, Ever e X-Man. Questa incarnazione venne sciolta dopo l'abbandono di Havok e Bestia Nera.

### Confraternita del Professor X
Questa nuova incarnazione contava fra le sue file oltre ai nuovi membri Mimo e Post, la vecchia guardia composta da Blob e Toad. Essi aiutarono Charles Xavier ad evadere di prigione e combatterono a fianco degli X-Men contro l'animato Cerebro. Subito dopo questi avvenimenti, la Confraternita venne sciolta.

### Mystica: secondo tentativo
Mystica rifondò la sua Confraternita con l'aiuto di Sabretooth, Mastermind II, Super Sabre e Commando. L'obiettivo di questa incarnazione prima del suo smantellamento era quello di uccidere la scienziata Moira MacTaggart.

### Mystica: terzo tentativo
Questa Confraternita guidata nuovamente da Mystica contava fra le sue file Mastermind II, Valanga e Fornace, e come suo principale obiettivo aveva quello di demolire l'agenzia X-Corp fondata da Banshee.

### Confraternita di Xorn
Una nuova Confraternita fu messa insieme dall'X-Man Xorn, che non era altri che Magneto. Assieme agli studenti Becco, Angel Salvadore, Martha Johansson, Basilisco, Ernst, Esme e Toad, Magneto distrusse buona parte della città di New York e ne uccise molti abitanti.

### Confraternita di Exodus

Sorellanza. In alto da sinistra: Chimera, Madelyne Pryor, Lady Deathstrike, Lady Mastermind, Spirale e Mastermind. Disegni di Greg Land.

La più recente incarnazione della Confraternita fu guidata dal mutante Exodus e contava fra le sue file Valanga, Sabretooth e i nuovi membri Black Tom Cassidy, Mammomax, Nocturne e il Fenomeno. Dopo l'omicidio del piccolo Sammy Pare per mano di Black Tom, la Confraternita mosse verso lo Xavier Institute dove fu sconfitta dal team di X-Men guidato da Havok e infine risucchiata all'interno del buco nero presente dentro la testa di Xorn.

### Confraternita di Sunspot
Sulle pagine di Young X-Men, Ciclope forma un gruppo di mutanti con lo scopo di eliminare la nuova incarnazione della Confraternita guidata da Sunspot comprendente Cannonball, Moonstar e Magma. Tuttavia, mentre gli X-Men sferrano il loro attacco alla sede del Club infernale, Ciclope viene smascherato, venendosi a scoprire che altri non è se non il cyborg Donald Pierce.

### Sorellanza della Regina Rossa
Questa particolare incarnazione del gruppo è formata solamente da donne. Fu messa insieme dalla Regina Rossa ovvero da una rediviva Madelyne Pryor ed è composta da Martinique Jason, Chimera, Lady Mastermind e le non mutanti Spirale e Lady Deathstrike. In cambio della collaborazione delle appartenenti alla Sorellanza, Madelyne promette di resuscitare un loro caro. Dopo aver scoperto che la Regina non è altro che un fantasma psichico pieno d'odio e risentimento verso gli X-Men e Ciclope, la Sorellanza cattura Psylocke e ne riporta la psiche nel corpo originale, condizionandola fino a farne una fedele adepta prima di assalire le Graymalkin Industries, con lo scopo di rubare una ciocca dei capelli di Jean Grey. I capelli di Jean Grey sono usati per raggiungere il luogo dove è sepolta, in cui si scontrano con gli X-Men e vengono sconfitte quando Madelyne viene disintegrata dal contatto con un corpo incapace di contenerne l'immenso potere. Una volta riacquistato il pieno controllo della propria mente, Psylocke torna nel corpo asiatico di Kwannon e si riunisce agli X-Men, mentre, grazie a Spirale, la Sorellanza riesce a fuggire.

### Mistyca: quarto tentativo
Mistyca crea una nuova confraternita con Sabretooth, Lady Mastermind e il nuovo Silver Samurai per conquistare Madripoor e farne la nuova Isola mutante. Sull'isola verranno infatti molti mutanti tra cui Blob.

## Altre versioni

### Ultimate
La versione Ultimate della Confraternita è inizialmente formata da Scarlet, Quicksilver, Blob, Magneto, Toad, Sabretooth ed altri 500 membri, e rispetto alla versione originale, l'organizzazione cambia leggermente il nome in Confraternita della supremazia mutante. In seguito alla presunta morte di Magneto fu sciolta per poi essere riformata da Quicksilver, e guidata dal redivivo Magneto. Tempo dopo, gli stessi Scarlet e Quicksilver lasciarono la Confraternita in seguito ai continui abusi del padre, che arruolò Ciclope, abbandonato nella Terra selvaggia.
La Confraternita, ricomparsa nella mini-saga Polo Magnetico, conta ora fra le sue file Mystica, Forge e Longshot, che in questo universo è un assassino ricercato. Dopo esser stati sconfitti ed essere stati messi in fuga, tornarono brevemente in scena nella mini-saga Conseguenze, e poi in Ultimates 3. In seguito, sono i principali antagonisti del crossover Ultimatum, in cui Magneto, per vendicare la morte di Scarlet, causa un'onda anomala che travolge New York. Al termine dell'evento, Blob, Longshot e lo stesso Signore del Magnetismo vengono uccisi. Le redini della Confraternita vengono quindi prese da Quicksilver, desideroso di vendicarsi di coloro che hanno ucciso il padre.

### L'era di Apocalisse
Durante la maxi-saga L'era di Apocalisse, l'organizzazione cambia nome in Confraternita del caos, si pone al servizio di Apocalisse, ed è formata da Archlight, Box, Copycat, Spyne e Yeti.

### House of M
In questa alterata realtà, la Confraternita è guidata da John Proudstar e conta fra i suoi membri Frank Castle, Blob, Feral, Taskmaster, Valanga, Boom Boom e Misty Knight.

### Amalgam
La Confraternita dei mutanti malvagi viene fusa con i Metal Men della DC Comics dando vita ai Magnetic Men, esseri robotici con le caratteristiche dei mutanti al comando di Magneto.

## Altri media

### Televisione
La Confraternita è apparsa anche nella serie L'Uomo Ragno e i suoi fantastici amici del 1983, oltre che in tutte le serie televisive animate dedicate agli X-Men come L'audacia degli X-Men del 1989, Insuperabili X-Men degli anni '90, X-Men: Evolution del 2003 e Wolverine e gli X-Men del 2008.

### Cinema
Nei film X-Men (2000), X-Men 2 (2003) e X-Men - Conflitto finale (2006), il gruppo guidato da Magneto si chiama semplicemente Confraternita dei mutanti: i membri non si autodefiniscono malvagi, considerando piuttosto malvagi gli esseri umani che muovono loro guerra. All'interno della Confraternita nel primo film sono presenti solo Magneto, Mystica, Toad e Sabretooth; il loro piano è usare una macchina ideata da Magneto per trasformare in mutanti tutti i leader mondiali riuniti ad un summit a New York per approvare la "Legge per la Registrazione dei Mutanti". Nel secondo film Magneto e Mystica stringono una tregua momentanea con gli X-Men per fermare William Stryker per poi fuggire con il loro nuovo membro Pyro. Nel terzo film Magneto forma una nuova confraternita per impedire la produzione della cura al siero mutante (cura che viene somministrata anche a Mystica che perde i poteri). Erik recluta le rediviva Jean Grey nella quale si è risvegliata la forza della Fenice; nelle sue file si contano tra gli altri Pyro, Quill, Callisto, Arclight, Psylocke, Fenomeno e Uomo Multiplo. La Confraternita appare anche nel film X-Men - L'inizio (2011) dove nel finale Magneto uccide Sebastian Shaw e recluta nella sua squadra i membri del suo Club Infernale, ovvero Emma Frost, Azazel, Angel Salvadore e Janos Questad, insieme alla stessa Mystica.